# Margarida Balseiro Lopes
Ana Margarida Balseiro de Sousa Lopes (ur. 24 września 1989 w Marinha Grande) – portugalska polityczka i prawniczka, posłanka do Zgromadzenia Republiki, od 2024 minister.

## Życiorys
Absolwentka prawa na Uniwersytecie Lizbońskim (2011). Uzyskała magisterium z prawa i zarządzania na Portugalskim Uniwersytecie Katolickim (2014). Ukończyła na tej uczelni również studia podyplomowe z zakresu podatków (2021). Zawodowo związana z sektorem audytorskim i doradczym, została doradcą podatkowym. Zaangażowała się w działalność polityczną w ramach Partii Socjaldemokratycznej. Pełniła różne funkcje w jej młodzieżówce JSD, m.in. w latach 2018–2020 stała na czele tej organizacji. Weszła w skład zgromadzenia miejskiego w Marinha Grande oraz rady głównej związanego z PSD instytutu Instituto Francisco Sá Carneiro. W latach 2015–2022 sprawowała mandat deputowanej do Zgromadzenia Republiki XIII i XIV kadencji. W 2022 została wiceprzewodniczącą swojego ugrupowania.
W kwietniu 2024 objęła urząd ministra ds. młodzieży i modernizacji w rządzie Luísa Montenegra. W wyborach w 2025 ponownie została wybrana w skład portugalskiego parlamentu. W czerwcu 2025 została ministrem kultury, młodzieży i sportu w drugim gabinecie lidera PSD.